# Mirak (Armenia)
Mirak (in armeno Միրաք?, anche chiamato Miraq; precedentemente Miriak) è un comune dell'Armenia di 90 abitanti (2001) della provincia di Aragatsotn.